# 波尔塔夫卡 (鄂木斯克州)
波尔塔夫卡（羅馬化：Poltavka）是俄罗斯鄂木斯克州的工人村（市级镇）、波尔塔夫卡区行政中心及规模最大聚居地，地处鄂木斯克州西南部伊希姆平原，位于州府鄂木斯克西南方。镇周围有一些圆形小湖泊，其中最大的是西侧的波尔塔夫斯科耶（Полтавское）湖。
该地2021年人口有6,542人；2010年人口7,042；2002年人口7,189；1989年人口7,405。